# Gongrocnemis tenebrosa
Gongrocnemis tenebrosa is een rechtvleugelig insect uit de familie sabelsprinkhanen (Tettigoniidae). De wetenschappelijke naam van deze soort is voor het eerst geldig gepubliceerd in 1870 door Walker.